# Dundas
Dundas je bývalé město v provincii Ontario v Kanadě. Nachází se v západním rohu jezera Ontario, s nímž ho spojuje vodní kanál Desjardins. V roce 2016 ve městě žilo 24 285 obyvatel.

## Dějiny
Město bylo pojmenováno v roce 1814 Johnem Gravesem Simcoem viceguvernérem Horní Kanady podle jeho přítele skotského právníka a politika Henryho Dundase, který nikdy nebyl v Severní Americe. Předtím se nazývalo Coote's Paradise. V roce 1847 se stalo součástí Wentworth County. V roce 2001 se město stalo součástí města Hamilton.